# Tịnh nghiệp chướng kinh
 Tịnh nghiệp chướng kinh  (zh. jìng yèzhàng jīng 淨業障經, ja. jō gōshō kyō), là một bộ kinh được dịch sang Hán văn, gồm 1 quyển, dịch giả khuyết danh. Bài kinh này có lẽ được dịch vào đời Tây Tần (zh. 西秦) khoảng từ năm 350-430. Kinh kể chuyện 2 vị tăng tên Vô Cấu Quang (zh. 無垢光) và Dũng Thí (zh. 勇施) bị phạm tội trọng, nhưng chuyển hoá được ác nghiệp nhờ nhận ra được bản tính Vô sinh của các pháp. Tên gọi đầy đủ là Phật thuyết tịnh nghiệp chướng kinh (zh. 佛説淨業障經).